# Veikkausliiga de 2019
A Veikkausliiga de 2019 foi a octogésima nona edição da principal divisão do futebol finlandês. A disputa apresentou um regulamento diferente dos anos anteriores, sendo composta por duas fases de pontos corridos: uma prévia na qual as doze equipes participaram e, posteriormente, dois hexagonais para determinar o campeão (mestaruussarja) e os rebaixados (haastajasarja).
O título desta edição ficou com o KuPS, obtido na penúltima rodada em um embate decisivo contra o Inter Turku; na ocasião, dois pontos separavam as equipes na classificação. Com a vitória, a equipe de Kuopio aumentou a diferença de pontos em relação ao adversário, garantindo o título. Esta conquista foi o sexto título do KuPS na competição; inclusive, marcou o fim do jejum de 43 anos sem conquistar o campeonato. Por sua vez, o Honka terminou na terceira posição e venceu os embates eliminatórios, classificando-se para a Liga Europa do ano seguinte. O Ilves também obteve uma vaga na competição continental através do título da Copa da Finlândia.
O rebaixamento à Ykkönen de 2020 começou a ser definido ainda na temporada regulamentar, na qual o VPS apresentou um desempenho regular, terminando com o rebaixamento direto. Por sua vez, o KPV perdeu os play-offs de rebaixamento para o TPS.

## Temporada regular

### Classificação
| Pos. | Equipes       | P  | J  | V  | E  | D  | GP | GC | SG  | Classificação ou rebaixamento                     |
| ---- | ------------- | -- | -- | -- | -- | -- | -- | -- | --- | ------------------------------------------------- |
| 1    | Inter Turku   | 42 | 22 | 13 | 3  | 6  | 39 | 25 | +14 | Classificados para o hexagonal mestaruussarja.    |
| 2    | KuPS          | 40 | 22 | 11 | 7  | 4  | 39 | 23 | +16 | Classificados para o hexagonal mestaruussarja.    |
| 3    | Ilves         | 40 | 22 | 11 | 7  | 4  | 29 | 18 | +11 | Classificados para o hexagonal mestaruussarja.    |
| 4    | HJK           | 34 | 22 | 8  | 10 | 4  | 28 | 22 | +6  | Classificados para o hexagonal mestaruussarja.    |
| 5    | Honka         | 34 | 22 | 10 | 4  | 8  | 31 | 27 | +4  | Classificados para o hexagonal mestaruussarja.    |
| 6    | IFK Mariehamn | 31 | 22 | 9  | 4  | 9  | 29 | 23 | +6  | Classificados para o hexagonal mestaruussarja.    |
| 7    | Seinäjoen JK  | 28 | 22 | 7  | 7  | 8  | 17 | 23 | −6  | Equipes que disputaram o hexagonal haastajasarja. |
| 8    | Lahti         | 28 | 22 | 7  | 7  | 8  | 21 | 29 | −8  | Equipes que disputaram o hexagonal haastajasarja. |
| 9    | HIFK          | 26 | 22 | 6  | 8  | 8  | 25 | 29 | −4  | Equipes que disputaram o hexagonal haastajasarja. |
| 10   | RoPS          | 24 | 22 | 6  | 6  | 10 | 19 | 25 | −6  | Equipes que disputaram o hexagonal haastajasarja. |
| 11   | KPV           | 16 | 22 | 4  | 4  | 14 | 19 | 39 | −20 | Equipes que disputaram o hexagonal haastajasarja. |
| 12   | VPS           | 15 | 22 | 2  | 9  | 11 | 22 | 35 | −13 | Equipes que disputaram o hexagonal haastajasarja. |

- Fonte: Veikkausliiga.com

## Hexagonalmestaruussarja
| Pos. | Equipes       | P  | J  | V  | E  | D  | GP | GC | SG  | Classificação ou rebaixamento                                  |
| ---- | ------------- | -- | -- | -- | -- | -- | -- | -- | --- | -------------------------------------------------------------- |
| 1    | KuPS          | 53 | 27 | 15 | 8  | 4  | 46 | 24 | +22 | Campeão e classificado para a Liga dos Campeões de 2020–21.    |
| 2    | Inter Turku   | 48 | 27 | 15 | 3  | 9  | 42 | 29 | +13 | Classificado para a Liga Europa da UEFA de 2020–21.            |
| 3    | Honka         | 47 | 27 | 14 | 5  | 8  | 41 | 29 | +12 | Play-offs de qualificação para Liga Europa da UEFA de 2020–21. |
| 4    | Ilves         | 47 | 27 | 13 | 8  | 6  | 34 | 25 | +9  | Classificado para a Liga Europa da UEFA de 2020–21.            |
| 5    | HJK           | 37 | 27 | 9  | 10 | 8  | 33 | 29 | +4  | Play-offs de qualificação para Liga Europa da UEFA de 2020–21. |
| 6    | IFK Mariehamn | 32 | 27 | 9  | 5  | 13 | 31 | 34 | −3  | Play-offs de qualificação para Liga Europa da UEFA de 2020–21. |

- Fonte: Veikkausliiga.com

## Hexagonalhaastajasarja
| Pos. | Equipes      | P  | J  | V  | E  | D  | GP | GC | SG  | Classificação ou rebaixamento                                  |
| ---- | ------------ | -- | -- | -- | -- | -- | -- | -- | --- | -------------------------------------------------------------- |
| 7    | HIFK         | 39 | 27 | 10 | 9  | 8  | 37 | 34 | +3  | Play-offs de qualificação para Liga Europa da UEFA de 2020–21. |
| 8    | Lahti        | 36 | 27 | 9  | 9  | 9  | 29 | 36 | −7  | Play-offs de qualificação para Liga Europa da UEFA de 2020–21. |
| 9    | Seinäjoen JK | 30 | 27 | 7  | 9  | 11 | 18 | 29 | −11 |                                                                |
| 10   | RoPS         | 30 | 27 | 8  | 6  | 13 | 23 | 35 | −12 |                                                                |
| 11   | KPV          | 25 | 27 | 7  | 4  | 16 | 32 | 47 | −15 | Play-offs de rebaixamento.                                     |
| 12   | VPS          | 19 | 27 | 3  | 10 | 14 | 30 | 45 | −15 | Rebaixado para a Ykkönen de 2020.                              |

- Fonte: Veikkausliiga.com